# オピスの戦い
オピスの戦い（Battle of Opis）は、紀元前539年9月に行われた、メソポタミア侵攻時におけるキュロス2世率いるアケメネス朝（ペルシア）軍とナボニドゥス率いる新バビロニア軍の間の主要な会戦である。当時、新バビロニアは西アジアにおいて、まだペルシアの傘下に入っていない最後の大国であった。戦いは新バビロニアの首都バビロンの北、川沿いの戦略的要衝都市オピスの中または近くで行われた。戦闘は、新バビロニア軍の決定的な敗北に終わった。数日後、都市シッパルはペルシア軍に降伏。その後、キュロスの軍は、戦闘を経ずにバビロンに入城した。続いてキュロスは、新バビロニア及びその支配領域の王への就任を宣言。こうしてバビロンの独立は終焉し、新バビロニアはペルシアへと組み込まれた。

## 位置
戦闘の場所はティグリス川沿いの都市、オピス。現在のバグダードの北約80kmの位置にある。その都市は、河を渡るのに適した場所であったのであろう。クセノフォンは、そこに橋があったとしている。侵攻の時期は、メソポタミアの川の水の引く時期により決定されたかもしれない　－　最も水位が低く、川を渡りやすい時期。すなわち、初秋である。

オピスは戦略的に重要な場所だった。川を渡れるという点以外にも、数十年前にネブカドネザル2世によって建設された、バビロンの北にあるメディアの城壁の終点でもあった。オピスを攻略することにより、キュロスはメディア防壁の突破と、首都攻略への道を開くことができたのである。

## 史料
現在のところ、紀元前539年に行われたキュロスのメソポタミア侵攻作戦についての主な情報源は、ナボニドゥスの年代記である。ナボニドゥスの年代記は、古代バビロニアの歴史を記録している粘土板として知られる、バビロニア年代記に含まれる文書である。それ以上のキュロスの軍事行動に関する情報は、後の古代ギリシアの著述家ヘロドトスとクセノフォンから得られるが、どちらもオピスの戦いには触れておらず、その記述はペルシアやバビロニアの史料の内容とはずいぶん異なる。多くの学者は戦いの主な情報源として、同時期に作成された史料であるナボニドゥスの年代記を用いることを好む。

ナボニドゥスの年代記の大半は不完全だが、ナボニドゥスの治世最後の年 － すなわち紀元前539年 － に関する部分については、おおむね良好な状態である。
戦闘に先立つ何年もの期間におけるキュロスの活動についての情報は、ごくわずかしかない。年代誌の作者はバビロニア及び統治者（ナボニドゥス）との直接の関連性のある出来事に注目し、バビロニア以外の出来事については、ごくまれにしか記録しない。しかも、重要な出来事の概要以上の情報について、ほとんど提供しない。紀元前547～539年の期間については、ほとんど情報が無い。この期間の年代誌の文書は、判読できない。わずかに読むことができる数単語の意味を判読することすら、不可能である。

## 背景

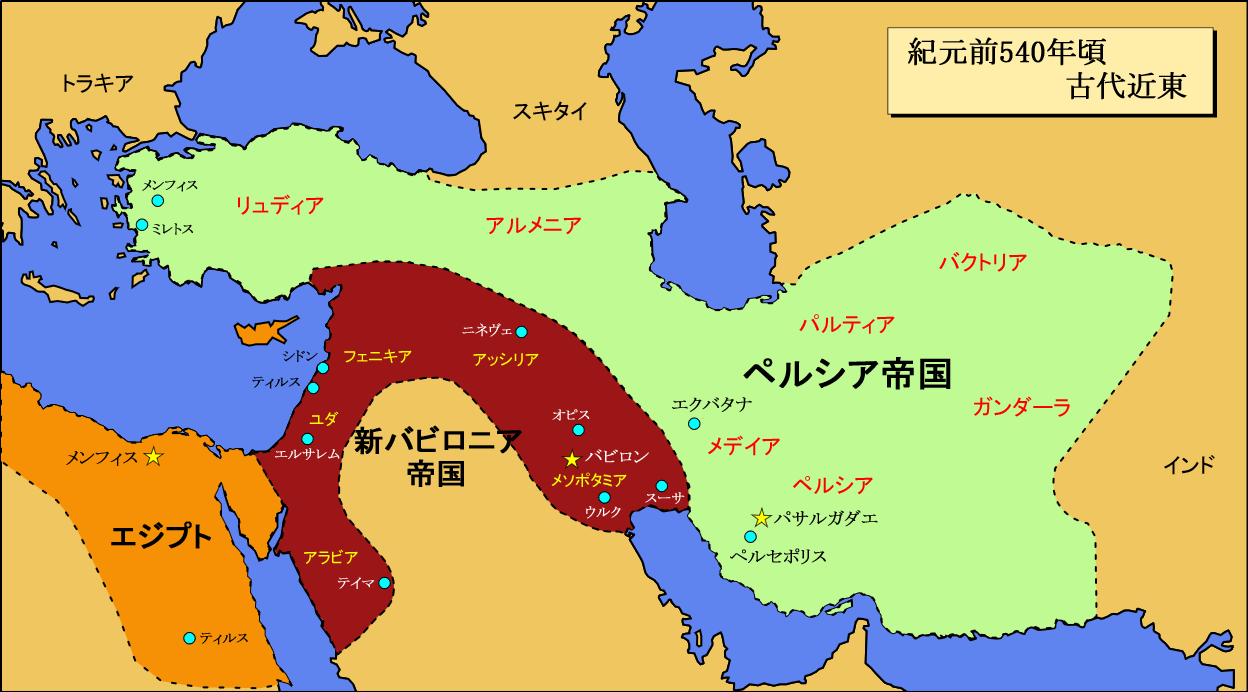
キュロス2世のバビロン侵攻直前の古代近東

オピスの戦いの時点で、ペルシアは近東の盟主だった。その国力は当時の王、キュロス2世のもとで途方も無いほどに成長した。彼は広大な領土を征服し、大帝国を築き上げた。その領域は現代のトルコ、アルメニア、アゼルバイジャン、イラン、キルギスタン、そしてアフガニスタンを含む。近東で唯一残っていた独立勢力が、新バビロニア帝国だった。
新バビロニア帝国はメソポタミアを支配し、シリア、ユダヤ、フェニキアとアラビアの一部を従えていた。新バビロニア帝国はキュロスの敵国と、他の場所で因縁があった。新バビロニア帝国はかつて、リュディアのクロイソスと同盟関係にあったが、ペルシア軍のバビロニア侵攻の数年前、リュディアはペルシアによって撃破されていた。

戦いが始まる直前、バビロニアは地政学的には非常に厳しい状況にあった。その領域の北、東と西でペルシア帝国と接していたからである。言い換えれば、バビロニアはペルシア帝国に囲まれていた。帝国は疫病と飢きんによって悪化した厳しい経済情勢に苦しみ続けており、その王ナボニドゥスは、慣習に捕らわれない宗教政策ゆえに、彼の臣民に不人気と言われていた。メアリー・ジョン・ウィン・レイスによれば
、「キュロスの成功は軍事的直観、効果的な贈収賄、バビロニア中で行われた精力的な宣伝キャンペーンによるところが大きい。それにより、キュロスは哀れみ深く、宗教的に寛大な帝王というイメージが形成された」。

一方で、マックス・マローワンはこう述べる。「宗教的な寛容さはペルシアの統治の注目に値する特徴であり、キュロス自身が人道的かつ賢明な政策の推進者であったことに疑いは無い。」　そして、このような宣伝は実際のところ、彼の名声を高め、彼の軍事行動を円滑に進める手段でもあった
。

キュロスはゴブリュアスという名の地方知事に対し、こちらの陣営に寝返るよう説得し、成功したと伝えられる。グティウムはゴブリュアスによって収められていた領土だが、国境沿いの相当な広さの地方であり、かつ、戦略的に重要だった。キュロスはここを、バビロニア侵攻の開始地点として用いたと言われる。

ナボニドゥスの年代記によれば、戦いに先立って、ナボニドゥスはバビロニアの各地方都市から神像を首都へ運び込むよう命じた。

戦争はもしかすると、紀元前540年の冬に始まったのかもしれない。年代誌において紀元前540～539年の出来事が記載されていると思われる部分は破損により断片的で、そこには戦闘、イシュタルとウルク、そしておそらくはペルシアへの言及があったと思われる。このため、オピスの戦いはもしかすると、2つの帝国間における数々の衝突の、最後の段階に過ぎないのかもしれない。

## 戦闘

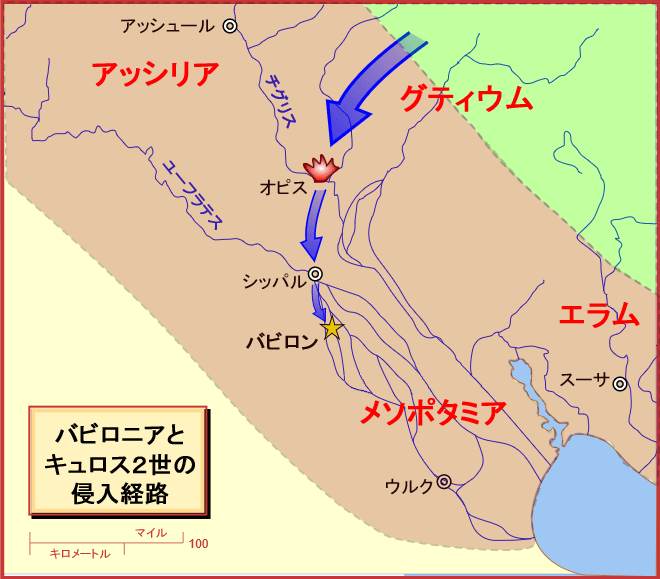
ペルシア軍のバビロニア進軍経路（紀元前539年9～10月）

ナボニドゥスの年代記によれば、戦闘はタシュリトウの月（現代の暦では9月27日～10月27日）に、「ティグリス ［ 河畔 ］ のオピスで」開始された。戦いの最中における出来事については、ほとんど知られていない。戦闘の経過、各陣営の配置、死傷者などの詳細について、年代誌では何も語らない。
キュロス指揮下のペルシア軍は「アッカド軍」（バビロニア軍の一般的な呼称で、都市名を意味するものではない）と戦った。バビロニア軍の指揮官の名前は年代誌には記録されていない。伝統的にはナボニドゥスの息子、ベルシャザルが指揮したと仮定されている。彼の運命は不明である。もしかすると戦闘中に命を落としたのかもしれない
。
戦闘の結末は、明らかにバビロニア側の敗北であった。もしかすると壊滅的な敗走であったかもしれない。なぜなら、敗北したバビロニア軍については年代誌において二度と触れられないからである。

戦闘の後、ペルシア軍は敗北したバビロニア軍から略奪を行った。年代誌の翻訳者の多くは、「アッカドの人々」の「虐殺」にも言及する。だが、どちら側がその虐殺を行ったか、誰が殺されたのか　－　オピスの人々なのか、敗走するバビロニア軍なのかは、翻訳者の間でも一致しない
。

ピエール・ブライアンはこう論評する。「この勝利に続いて大規模な略奪と、抵抗を試みた者たちの大虐殺が起こった。」
　アンドリュー・ロバート・バーンはこう述べている。「文書を一読しただけでわかる。アッカドは叛乱のため蜂起したのだ。そして、反乱者たちの虐殺こそがナボニドゥスの最後の軍事的成果となった。」
　マリア・ブロシアスは虐殺を、「ペルシア軍への抵抗を試みた都市がどうなるのかという見せしめ」としての懲罰的な行動として捉える

。キュイラー・ヤングは、年代誌の記述についてこう述べている。「年代誌における記述からすると、ペルシア軍はナボニドゥス軍の野営本拠地を無傷で捕らえたのではないか。そして、よくあることだが、バビロニア軍が恐怖と混乱に飲み込まれて戦場から退却した後に、交戦による殺害が起こったと思われる。」　
アミリー・クアートはこう述べている。「虐殺と略奪への言及は、戦闘はペルシア軍の辛勝だったことを示唆するのではないか。」　
ウィルフレッド・Ｇ・ランバーは、そもそも虐殺も略奪も全くなかったのだという、ひねくれた論評をしている。

キュロスをバビロンの平和的解放者として人々の同意を得たとするキュロスの円筒形碑文において、この戦いは言及されていない。だが、この戦いは、バビロニアの現政権がキュロスによるメソポタミア地方への侵攻に対して、積極的に抵抗したことを証明している。

## その後
オピスでの敗北により、ペルシア軍の侵攻に対する実効的な抵抗は終焉を迎えた。オピスの戦いの後、「第14日（10月6日）に、シッパルは無抵抗で占領された。ナボニドゥスは逃げた。」とナボニドゥスの年代記には記されている。年代記の言葉遣いは、ペルシア軍が到来したとき、ナボニドゥスがシッパルにいたことを言外ににおわせる
。キュロスはシッパルに留まった。
「第16日（10月12日）にグティウムの知事ウグバル（グバル？）とキュロスの軍が、バビロンに無血入城した。」
ナボニドゥスは、バビロンに戻ったすぐ後に捕らえられた。彼の最期は不明だが、3世紀のバビロンの歴史家ベロッソスによれば、ナボニドゥスは見逃され、カルマニアへと逃れた。そうして数年後に死んだという
。ペルシア軍の部隊が都市を管轄したが、どのような経緯でペルシア軍の統治に移行したかについて、ナボニドゥスの年代記はほとんど記していない。

ペルシア軍が都市の最も重要な神殿の護衛部隊に対してどのように勝利したかについて、年代記は何も触れない。そして、エサギラ［神殿］や［他の］神殿の儀式への妨害は何も無く、全て予定どおり執りおこなわれた、と記している。

17日後の10月29日、キュロスがバビロンに入城した。そこで彼は王位を宣言し、新たに征服した地域の知事たちを任命した
。

キュロスの軍事行動とバビロンの陥落に関する古代ギリシアの記述は、ナボニドゥスの年代記やキュロスの円筒形碑文に記録されている楔形文字の記述内容とは著しく異なる。ギリシア人はバビロニアの征服に関する異なる言い伝えに頼っているか、あるいはもしかすると話を作り上げているかもしれない。

軍事行動に関する古代ギリシアの2つの情報源、ヘロドトスとクセノフォンは、おおむね同じ見解である。

ヘロドトスによれば、キュロスは（戦いについてはヘロドトスは言及しないが、おそらくオピスの戦い以後）ディヤラ川沿いにバビロンへ向けて行軍した。そしてペルシア軍は、ディヤラ川沿いで首都近郊のバビロニア軍と交戦した。続いてキュロスはバビロンを包囲攻撃し、運河を掘ってユーフラテス川の水を迂回させるように彼の部隊に命じた。そうすれば、彼の部隊は防御の手薄なところから都市へ侵入することができるからである。

クセノフォンは、ヘロドトスと似ているが、もう少し詳細な記述をしている。クセノフォンによれば、キュロスは都市の周りに大きな溝を掘り、ユーフラテス川を迂回させ、ペルシア軍が渡河できるようにしたという。ヘロドトス、クセノフォンそして聖書のダニエル書はいずれも、都市が祝祭の最中にバビロニアは急襲・占拠されたと断定している
。

ベロッソスは、これらとは異なることを述べている。ベロッソスはキュロスがナボニドゥスを打ち負かしたと断定する。「ナボニドゥスは手勢と共に逃げ、ボルシッパに閉じこもった。一方でキュロスはバビロンを占領し、街の外壁を破壊するよう命じた。なぜなら街は非常に強固で、攻略困難なものに思われたからである。その後、キュロスはボルシッパへと軍を進め、ナボニドゥスを包囲しようとした。だが、ナボニドゥスは包囲される前に投降した
。

これらの記述は、ペルシア軍の征服のはるか後に記されたもので、現代の楔形文字の解読により得られた数多くの証言を否定するものとなっている。楔形文字の文書は、バビロン付近のいかなる包囲戦や、土木工事、戦闘について触れない。

バビロンが平和的に降伏したとする楔形文字の記述は、都市の考古学上の証拠によって裏付けられている。ペルシア軍による都市の陥落の時代の層からは、大火や破壊の証拠は見つかっていないからである。学者たちは一般に、ヘロドトスの記述は作り話だという意見で一致している
。

アミリー・クアートはクセノフォンの「キュロスの教育」における記述は、その文芸的表現ゆえに「厳密な歴史史料としては・・・ほとんど用いることができない」、むしろ歴史短編小説風のキュロスの道徳的学術論文と言うべきであると述べている。ポール・アレン・ボーリューは、ギリシアの記述は、バビロンの陥落と結びつけられるようになった様々な伝説と言い伝えの集合体から成っているのかもしれない、と述べている。デービッド・ジョージ・ホガースとサミュエル・ロールズ・ドライバーは、ヘロドトスの記述が信用できないとしてこのように述べている。

ヘロドトスの記述が信用に値しないことは、それらを記念碑の記録とはっきりと比較すればすぐにわかる。キュロスによる有名な包囲戦とバビロンの占領は、キュロスの碑文により否定されている。碑文には、オピスの戦いの後とシッパルにおける戦いの後、彼の将軍ゴブリュアスは苦も無く街へ入城した、と記されている。バビロンはキュロス以前に何度も、そしてキュロス以後の時代にはさらに多くの包囲戦を経験した。ダレイオスによる二度の占領のうちの一つ、その将軍の名もゴブリュアスだったが、これがキュロスの入城と混同されたのかもしれない。
ベヒストゥン碑文によれば　バビロンは二度にわたりダレイオスに対して叛乱を起こし、二度目の叛乱の際にはダレイオスの将軍ゴブリュアスによって再占領された。ヘロドトスはダレイオスの臣下ゾピュロスが鎮圧したバビロンの最初の叛乱にのみ言及し、二度目のこの叛乱については触れていない。

## 歴史文献
バビロニア軍はオピスにおいて敗れ、どうやらペルシア軍は無抵抗でバビロンに入城し、バビロニアの独立は失われたようである（もっとも、後のペルシア帝国支配者に対しては幾多の叛乱があった　－　いずれも失敗に終わったが）。バビロニアがあっけなく崩壊したことは、メソポタミアにおけるキュロスの軍事行動についての古代の記述や、ペルシア軍による征服のすぐ後に作成された楔形文字による碑文などの証言などにより、おおむね立証される。バビロニア政府のあっけない崩壊については、多くの説明が為されてきた。
キュロスの円筒形碑文及び現時点での「ナボニドゥスの詩」の大まかな解読内容によれば、これらの文献では、ナボニドゥスの失敗は主神マルドゥクの意に背いた政府を罰しようとのマルドゥク神の意思によるとしている。これらの文書には強力な反ナボニドゥスの空気が漂う。前王は気まぐれに振る舞い、神への崇拝を怠ったと非難している。これは、これらの文書の著者　－おそらくは、バビロンの支配的祭司階級層　－　がナボニドゥスから遠ざけられて、ペルシアの支配を歓迎したかもしれないことを示唆している。
しかしながら、バビロニアにおいてペルシア軍がどれぐらいの範囲・広さで支持されたかについては、はっきりわからない。なぜなら、侵略とナボニドゥスの支配についての記述は、その後のキュロスのプロパガンダによって脚色されているからである。

他の著者はバビロニアの敗北について、数多くの補足あるいは代わりの説明をしてきた。
例えばムハンマド・ダンダマエブ（ロシアの歴史学者）は、様々な説明を提示する。バビロニア政府は同盟国の不足に苦しみ、国民の不支持に苦しんだ。例えばユダヤ人などの臣民からの抵抗もあった。彼らはペルシア軍の侵攻を解放者としてとらえていた。そして数の上で勝り、装備にも優れた敵に対抗する力は、バビロニア軍には無かった。